# Holdenville (Oklahoma)
Holdenville ist eine Stadt im Hughes County, Oklahoma, in den USA. Sie ist die Hauptstadt des Hughes County. Das U.S. Census Bureau hat bei der Volkszählung 2020 eine Einwohnerzahl von 5.934 ermittelt.

## Bevölkerung
Nach dem US-Zensus von 2000 verteilten sich die 4.732 Einwohner auf 1.966 Haushalte und 1.236 Familien. Die Bevölkerung bestand zu 75,06 % aus Weißen, 3,44 % Afroamerikanern, 14,48 % Indianern, 0,27 % Asiaten, 0,99 % Angehörigen anderer Abstammungen und 5,75 % Nachfahren von gemischter Abstammung. Hispanics bzw. Latinos (nach Sprache und Kultur, nicht nach Abstammung) stellten 2,45 % der Bevölkerung.
In 28,4 % der Haushalte gab es Kinder unter 18 Jahren und in 20 % jemanden von 65 oder mehr Jahren. Das mittlere Einkommen der Haushalte betrug 20.282,- $.

## Söhne und Töchter der Stadt
- Dave Cox, Senator für Kalifornien
- Clu Gulager (1928–2022), Schauspieler
- Zach Hughes (1928–2016), Science-Fiction-Autor
- Jack Jacobs, Footballspieler
- Constance N. Johnson, Senator für Oklahoma
- John McRay (1931–2018), Theologe
- T. Boone Pickens (1928–2019), Milliardär, Unternehmer in Öl und Gas
- Maxine Weldon, Sängerin